# غار برجک توک توکه
اشکفت برجک توک توکه مربوط به عصر مفرغ - دوره اشکانیان است و در شهرستان دره‌شهر، بخش بدره، دهستان هندمینی، ۷۰ متری جنوب روستای زرانگوش واقع شده و این اثر در تاریخ ۲۶ دی ۱۳۸۶ با شمارهٔ ثبت ۲۰۶۳۳ به‌عنوان یکی از آثار ملی ایران به ثبت رسیده است.